# 蔵前
蔵前（くらまえ）は、東京都台東区の町名。現行行政地名は蔵前一丁目から蔵前四丁目。住居表示実施済区域。

## 地理
台東区の南東部に位置する。町域東部は隅田川を境に墨田区本所・横網にそれぞれ接する。南部は台東区柳橋に接する。南西部は台東区浅草橋に接する。西部は新堀通りに接し、これを境に台東区三筋・台東区鳥越にそれぞれ接する。北部は春日通りに接し、これを境に台東区寿・台東区駒形にそれぞれ接する。町域内は商業地・住宅地が混在している。江戸通り沿い付近を中心におもちゃ問屋が並んでいることでも知られ、隣接する駒形には玩具大手のバンダイやエポック社が本社を構えている。付近には厩橋と蔵前橋が隅田川に架かる。

## 歴史

### 江戸時代まで

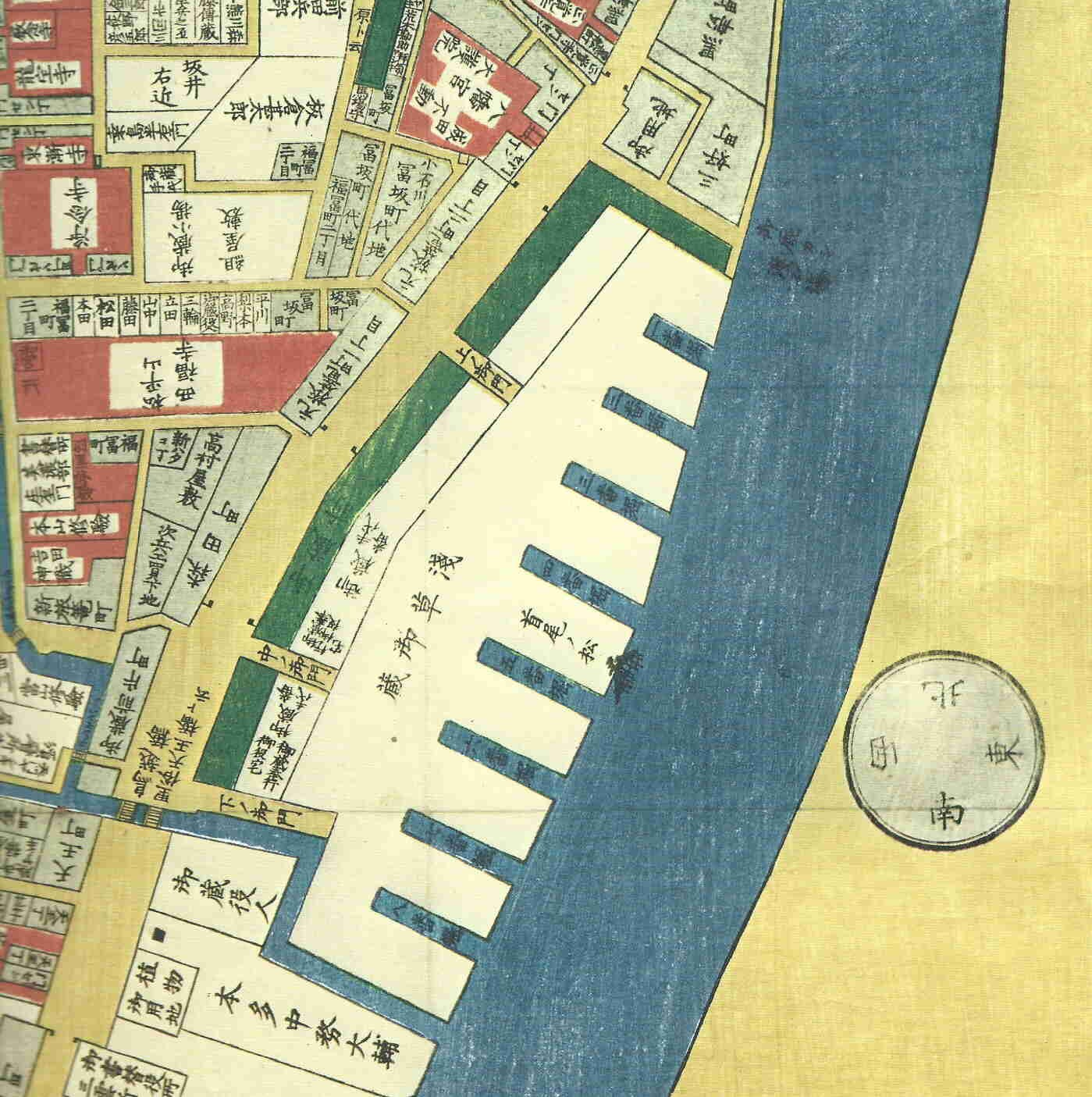
「江戸切絵図」のうち「東都浅草図」より浅草御蔵の部分。

蔵前という地名はこの地に江戸幕府の御米蔵（浅草御蔵）があったことに由来する。
この蔵は幕府が天領他から集めた米を収蔵するためのもので、元和6年（1620年）に鳥越神社の丘（鳥越山）にあった三神社のうち二社を移転させ、丘の切り崩しによって隅田川を埋め立てて造られた。その総敷地面積は36646坪（ただし『御府内備考』は27900坪とする）、東を隅田川、他の南北西の三方を堀で囲み、67棟の蔵があった。
この蔵の米が旗本・御家人たちにとっての扶持米すなわち今でいう給料となり、これを管理出納する勘定奉行配下の蔵奉行をはじめ大勢の役人が敷地内や、新たに鳥越山の北側や西側に広がる湿地帯だった姫ヶ池なども埋め立てて武家屋敷を整備し、役宅を与えられ住んでいた。

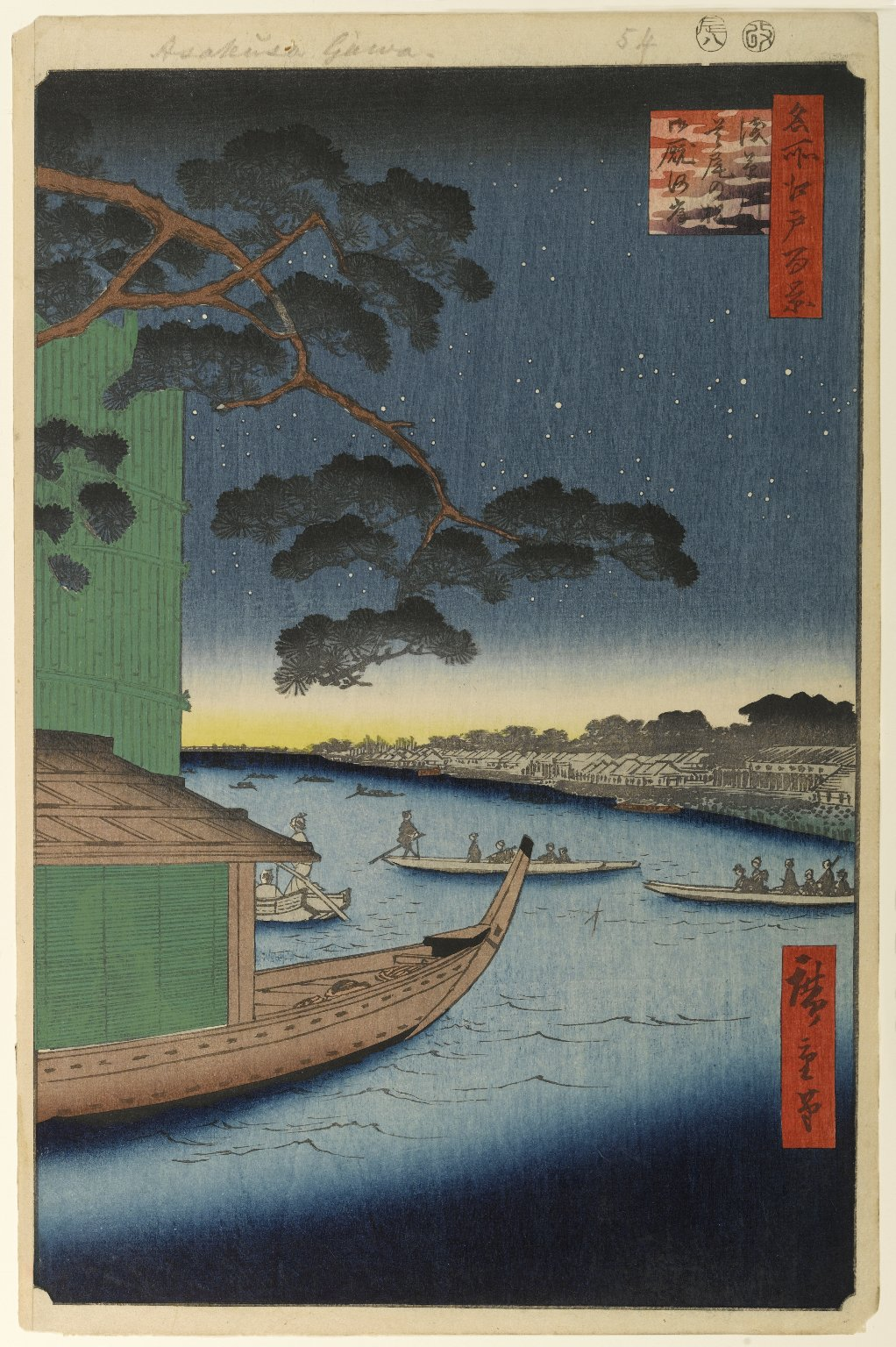
「名所江戸百景」に描かれた「浅草川首尾の松御厩河岸」。歌川広重筆。

浅草御蔵は、隅田川の右岸に上流から一番、二番と数える8本の堀を作り、それに面した多くの米蔵が連なった。四番堀と五番堀の間には、「首尾の松」という枝を川面に垂れた松の木があった。この名前の由来には諸説がある。首尾の松は江戸中期の安永年間に大風に倒れ、その後何度か接ぎ木を試みたが明治までに枯れてしまった。
御蔵の随伴施設の厩が北側にあり、対岸には御米蔵に匹敵する広さの幕府の建築資材を貯蔵する御竹蔵が置かれ、御蔵から隅田川の対岸に渡る「御厩河岸の渡し」があった。また南側にも渡しがあり「御蔵の渡し」の名があったが、こちらは富士山が見渡せたため「富士見の渡し」とも呼ばれた。御厩河岸の渡しは転覆事故が多く、「三途の渡し」ともいわれたことがある。
御蔵の西側にある町は江戸時代中期以降蔵前と呼ばれるようになり、多くの米問屋や札差が店を並べ、札差は武士に代わって御蔵から米の受け取りや運搬・売却を代行した。札差がこの地域に住むようになったのは寛文の頃にさかのぼるという。札差は預かった米から手数料を引いて米と現金を武士に渡し、現物で手元に残った分の米は小売の米屋たちに手数料を付けて売るほかに、大名や旗本・御家人に金も貸し付けて莫大な利益を得、吉原遊廓や江戸三座を借り切りにするなどして豪遊した（詳しくは札差参照）。
なお、享保年間に、対岸の御竹蔵は貯木機能を猿江（現在の猿江恩賜公園）に移し、御竹蔵も米蔵として使われた。

### 明治以降
明治元年（1868年）：浅草御蔵と蔵奉行以下の役宅地は明治政府が管理することになり「政府御蔵」と称され、南側を農商務省が、北側を大蔵省が管理した。以降、官公庁関連の施設が多く集まるようになる。
明治7年（1874年）：政府は大成殿大講堂を会議場とするため、ここに置かれていた書籍館蔵書を浅草御蔵に移し、閲覧所を新築して翌明治8年（1875年）に内務省管理の浅草文庫として開館した。直後に湯島聖堂に博物館併設の東京書籍館が置かれたが蔵書は引き続き置かれて蔵前閲覧所とされた。この前々年、御厩の渡しで花見客が転覆する事故が起きて渡しが廃されることになり、この年に民間の手で厩橋が架橋。
明治14年（1881年）：上野公園に博物館が新築され、構内の「書籍借覧場」に浅草文庫の蔵書も移され、東京職工学校が置かれた。隣接する南元町も敷地に加えられ、その広大な土地は「蔵前工業（学園）」と称されていた。大正11年（1922年）にはノーベル賞授賞直後のアルベルト・アインシュタインが来校している。
明治26年（1893年）：東京電燈株式会社が御蔵の北側に浅草火力発電所の建設を開始、2年後の明治28年（1895年）9月に部分送電開始。
同年、厩橋を架け替え。
明治37年（1904年）：浅草警察署南元町分署開設（現・蔵前警察署）。同年、浅草御蔵内に大蔵省専売局の第二煙草製造所が開所（後に芝三田へ移転）。
大正8年、厩橋西詰に梅若能楽堂が建立（後、震災から再建したものの、東京大空襲で焼失した）。
大正12年（1923年）の関東大震災により浅草御蔵、東京職工学校、浅草火力発電所ともに被災壊滅した。学校は翌年に大岡山に移転した（後の東京工業大学。この旧校地に由来して学校同窓会は蔵前工業会と呼んでいる。）。発電所は当地での再建を断念、機能を千住へ移転する。
このころ、日本橋の十軒店（現：日本橋室町付近）から被災した人形職人が南側の須賀町から浅草橋周辺へ移転。周辺は玩具問屋街として発展し始める。
大正13年（1924年）：旧校地跡に東京市立浅草専修学校、創立（現：東京都立蔵前工科高等学校）。
同年、蔵前橋が架橋。
昭和3年（1928年）：かつての学校の正門付近の敷地に、鳥越から移転してきていた第六天榊神社が移転。
昭和8年（1933年）：発電所跡地に蔵前変電所が建設された。
昭和9年（1934年）：御蔵前片町、福富町、新旅籠町など周辺九つの町を整理統合し蔵前一 - 三丁目となり、蔵前が正式な町名として使われるようになる。
昭和22年（1947年）：台東区が成立。このときに町名に「浅草」を冠し、「浅草蔵前」となった。昭和24年（1949年）、日本相撲協会が第六天榊神社横に蔵前国技館の建設を開始し、翌年「仮設」のまま興行開始、昭和29年（1954年）に完成、以降大相撲のほか柔道、プロレスリングなど興行で賑わった。
昭和39年（1964年）：住居表示実施に際して浅草桂町と統合し、現在の蔵前一 - 四丁目となる。
昭和42年（1967年）：東京都の電気通信局と水道局が建設主体となって蔵前専用橋が隅田川に架橋された。
昭和50年（1975年）：東京都水道局の蔵前ポンプ所設置。
昭和59年（1984年）：蔵前国技館が両国へ移転、跡地は東京都に売却されて蔵前ポンプ所、東京都下水道局北部下水道事務所が造成された。幹線工事現場跡には蔵前水の館が立地している。
平成12年（2000年）：東京貯金事務センターがさいたま新都心郵政庁舎（現：日本郵政グループさいたまビル）に移転。

## 世帯数と人口
2025年（令和7年）3月1日現在（台東区発表）の世帯数と人口は以下の通りである。
| 丁目       | 世帯数    | 人口    |
| ---------- | --------- | ------- |
| 蔵前一丁目 | 895世帯   | 1,313人 |
| 蔵前二丁目 | 1,273世帯 | 2,067人 |
| 蔵前三丁目 | 927世帯   | 1,450人 |
| 蔵前四丁目 | 2,290世帯 | 3,758人 |
| 計         | 5,385世帯 | 8,588人 |

### 人口の変遷
国勢調査による人口の推移。
| 年                 | 人口  |
| ------------------ | ----- |
| 1995年（平成7年）  | 3,268 |
| 2000年（平成12年） | 3,358 |
| 2005年（平成17年） | 3,764 |
| 2010年（平成22年） | 5,083 |
| 2015年（平成27年） | 6,079 |
| 2020年（令和2年）  | 7,720 |

### 世帯数の変遷
国勢調査による世帯数の推移。
| 年                 | 世帯数 |
| ------------------ | ------ |
| 1995年（平成7年）  | 1,328  |
| 2000年（平成12年） | 1,536  |
| 2005年（平成17年） | 1,905  |
| 2010年（平成22年） | 3,020  |
| 2015年（平成27年） | 3,661  |
| 2020年（令和2年）  | 4,598  |

## 学区
区立小・中学校に通う場合、学区は以下の通りとなる（2023年9月現在）。
| 丁目       | 番地                               | 小学校                 | 中学校                   |
| ---------- | ---------------------------------- | ---------------------- | ------------------------ |
| 蔵前一丁目 | 全域                               | 台東区立台東育英小学校 | 台東区立浅草中学校       |
| 蔵前二丁目 | 全域                               | 台東区立蔵前小学校     | 台東区立浅草中学校       |
| 蔵前三丁目 | 全域                               | 台東区立蔵前小学校     | 台東区立浅草中学校       |
| 蔵前四丁目 | 1〜10番 12〜15番 19〜23番 28〜35番 | 台東区立蔵前小学校     | 台東区立浅草中学校       |
| 蔵前四丁目 | 11番 16〜18番 24〜27番 36〜37番    | 台東区立蔵前小学校     | 台東区立御徒町台東中学校 |

## 交通

### 鉄道
- 都営地下鉄浅草線○蔵前駅
- 都営地下鉄大江戸線○蔵前駅 - 出入口が設けられている（所在地：寿）。

### 道路
- 江戸通り（国道6号）
- 東京都道462号蔵前三ノ輪線（国際通り）
- 蔵前橋通り

## 事業所
2021年（令和3年）現在の経済センサス調査による事業所数と従業員数は以下の通りである。
| 丁目       | 事業所数  | 従業員数 |
| ---------- | --------- | -------- |
| 蔵前一丁目 | 59事業所  | 1,336人  |
| 蔵前二丁目 | 189事業所 | 3,311人  |
| 蔵前三丁目 | 213事業所 | 2,223人  |
| 蔵前四丁目 | 254事業所 | 2,151人  |
| 計         | 715事業所 | 9,021人  |

### 事業者数の変遷
経済センサスによる事業所数の推移。
| 年                 | 事業者数 |
| ------------------ | -------- |
| 2016年（平成28年） | 755      |
| 2021年（令和3年）  | 715      |

### 従業員数の変遷
経済センサスによる従業員数の推移。
| 年                 | 従業員数 |
| ------------------ | -------- |
| 2016年（平成28年） | 8,242    |
| 2021年（令和3年）  | 9,021    |

### 主な企業
- 全国福祉保育労働組合
- トランセンドジャパン
- 木馬
- やのまん
- ライオン
  - ライオン・スペシャリティ・ケミカルズ
  - ライオンハイジーン
  - ライオンペット

## 施設
- 東京蔵前体育館
- 東京都立蔵前工科高等学校
- 台東区立浅草中学校 - かつての東京高工校地に立地
- 台東区立蔵前小学校
- 東京都下水道局蔵前ポンプ所・蔵前水の館 - 蔵前国技館跡地に建つ。
- 浅草税務署
- 台東区立精華公園
- 浄念寺
- 蔵前神社 - 落語の演目『元犬』に因む元犬像が境内に建っている。
- 第六天榊神社 - かつての東京高工校地に立地。
- 蔵前JPテラス
  - JPライオンビルディング - ライオンの本社ビル。2023年4月、墨田区本所の旧ライオン本社ビルから移転。

かつて存在した施設
- 東京職工学校 - のち東京高等工業学校に発展。東京工業大学の源流となったため、蔵前は「東京工大発祥の地」とされ、東京工業大学の同窓会はこの地に由来する「蔵前工業会」である。
- 蔵前国技館
- アサヒ玩具
- 郵政省東京貯金事務センター - 現在はさいたま市に移転。跡地は現在の蔵前JPテラス。

## 出身人物
- 石川淳 - 小説家。
- 小川虎之助 - 俳優。
- 佐江衆一 - 小説家。
- 関根弘 - 詩人。
- 田村俊子 - 小説家。
- 成島柳北 - 文学者、ジャーナリスト。
- 松山正男 - 英文学者。

## その他

### 日本郵便
- 郵便番号 : 111-0051[3]（集配局 : 浅草郵便局[15]）。